# Пасген (правитель Поуиса)
Пасген (валл. Pasgen) — правитель Поуиса в конце V века.
В более поздних родословных Пасген был зачислен в родословную королей Поуиса различными способами: Пасген ап Катеирн ап Каделл Дирнллуг, отец Маукана в «Харлеанских генеалогиях»; Пасген ап Каделл Ддирнлуг ап Катейрн, отец Манугана в сборнике генеалогий, хранящемся в библиотеке Колледжа Иисуса; и, наконец, Пасген ап Бриду ап Рутведел Фрих ап Киндеирн [Катеирн] ап Гуртеирн, отец Каделла Ддирнллуга в других генеалогиях. Согласно всё тем же «Харлеанским генеалогиям», предок правителей Майлиэнида Бриду был братом Пасгена.
Если доказательства действительны, он правил в период, когда королевство Поуис распространялось на текущие границы Уэст-Мидлендс и является частью территории Британии, которая простиралась от Старого Севера до Корнуолла. Сам Пасген был одним из Каделлингов, потомков основателя королевства Каделла Дирнллуга.